# Etrich Taube
L'Etrich Taube (in tedesco, Taube è colomba) era un monoplano monomotore che venne sviluppato dal pioniere dell'aviazione austriaca Igo Etrich nel 1910. Venne prodotto su licenza da varie ditte tedesche ed austriache in numerose varianti, di cui la tedesca Rumpler Taube fu la più nota. Impiegato in diversi ruoli dagli imperi centrali (Germania, Austria e Turchia) durante le fasi iniziali della prima guerra mondiale, già nel 1911 era stato utilizzato dalle forze italiane durante la guerra di Libia, diventando il primo aereo ad effettuare un'azione di bombardamento.

## Storia del progetto
Il Taube nacque dal tavolo da disegno dell'ingegnere austriaco Igo Etrich come sviluppo di un aliante di sua progettazione, sul quale questi aveva svolto accurati studi riguardo alla stabilità degli aeromobili. Anche se la caratteristica forma dell'ala fortemente svergolata ricordava quella di un uccello, essa era in realtà basata sullo studio del seme di una pianta (la Zanonia macrocarpa) dalla caratteristica, stabile planata. In complesso, l'aereo risultò infatti più potente e stabile che agile e manovrabile, al contrario dell'altro importante monoplano del periodo, il Blériot XI francese.
Ben presto (tra il 1911 e il 1912), non essendo riuscito a piazzare che pochi ordini per conto dell'impero austro-ungarico, Etrich decise di cedere i diritti di produzione del modello all'azienda Rumpler Luftfahrtzeugbau. Così facendo, diede inizio alla serie quasi infinita di trasformazioni che l'aereo avrebbe subito per mano delle moltissime ditte che lo costruirono: ciascuna di esse, producendo il modello su licenza, operò qualche cambiamento, più o meno rilevante, al progetto originario. In complesso, la designazione di Taube finì per indicare non più solo un tipo, ma un'intera classe di monoplani dalle caratteristiche molto varie, accomunati quasi solamente dal tipico, elegante disegno dell'ala.

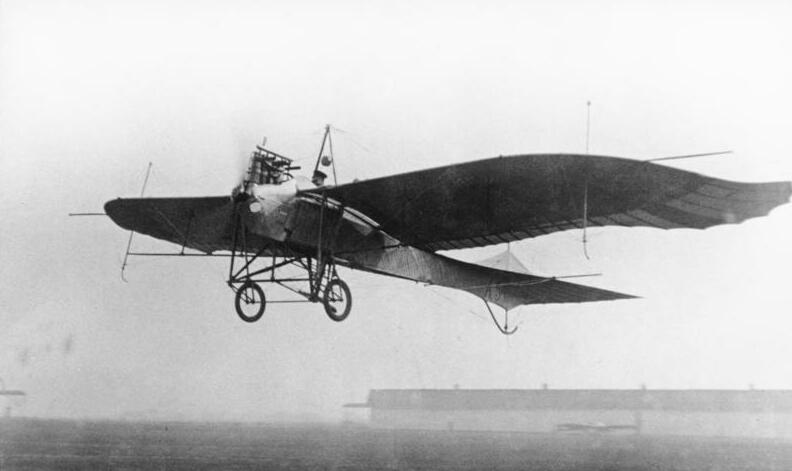
Un Rumpler Taube subito dopo il decollo.

## Tecnica
Tutte le varianti del Taube avevano struttura lignea rivestita in tela, eccetto che nella versione Stahltaube (colomba d'acciaio) prodotta dalla Jeannin di Johannisthal nel 1913, che aveva appunto una struttura in metallo. Nelle prime versioni, una grossa trave in legno rinforzava la struttura dell'ala, e pur provocando un cospicuo aumento della massa conferiva all'aereo una grande robustezza.
L'ala aveva una forma in pianta che ricordava molto da vicino quella di un uccello. Era fortemente svergolata anche in posizione di riposo, e le sue estremità potevano venire ulteriormente deformate dall'azione di tiranti per consentire il controllo longitudinale; solo alcune delle ultime versioni (soprattutto della produzione Rumpler) furono dotate di alettoni. La struttura alare era basata su tre longheroni e su molte centine lignee, il tutto ampiamente controventato da tiranti in cavetto metallico. Al disotto dell'ala correva, parallelamente ad essa, un travetto di rinforzo, che fu poi eliminato dalle versioni più tarde.
I piani di coda avevano la stessa struttura dell'ala, e in molte versioni erano anch'essi privi di cerniere, e venivano azionati tramite svergolamento. Data la grande stabilità conferita all'aereo dalle caratteristiche dell'ala, il piano orizzontale serviva solo per il controllo del beccheggio; per lo stesso motivo, anche il piano verticale era di dimensioni ridotte.
Il carrello d'atterraggio delle prime edizioni era molto simile a quello del Blériot, ma presto fu semplificato, e dotato in alcuni casi di pattini per prevenire il rischio di cappottate. Molte versioni furono dotate di due piccole ruote ausiliarie fissate alle estremità del travetto inferiore all'ala.
Il Taube fu equipaggiato con molti tipi di motore, la cui potenza passò dai 65 ai 120 CV nel corso dell'evoluzione del modello. Generalmente si trattò di motori in linea raffreddati ad acqua: modelli Argus, Benz, Mercedes, Austro-Daimler e altri. Solo un modello Etrich del 1913 montava un rotativo Stahlhertz a 9 cilindri da 80 CV.

## Impiego operativo

### Il primo bombardamento aereo
Ben prima dell'inizio della prima guerra mondiale, il Taube aveva già compiuto diverse notevoli operazioni che gli avevano valso una certa fama, tra cui il primo bombardamento mai portato a termine da parte di un aeroplano.
Il 29 settembre 1911, l'Italia aveva dichiarato guerra alla Turchia per il possesso della Libia, dando inizio alla Guerra italo-turca. L'Esercito Italiano allora possedeva già diversi aeroplani, Farman, Nieuport e Blériot francesi, e Taube tedeschi, per un totale di 9 apparecchi e 11 piloti. Il 1º novembre, il tenente Giulio Gavotti decollò da Tripoli lasciando a terra il suo collega osservatore, come aveva già fatto altre volte, durante le normali missioni di ricognizione, approfittando della stabilità dell'aereo per usare lui stesso il binocolo mentre gestiva il volo. Quel giorno però imbarcò al posto dell'osservatore quattro granate Cipelli da 2 chilogrammi ciascuna, per poi lanciarle manualmente dal fianco dell'apparecchio: una su Ain Zara e tre sull'oasi di Tagiura.
I danni provocati da questo primo bombardamento furono abbastanza trascurabili, ma l'evento suscitò grande scalpore: d'Annunzio scrisse dei versi per celebrare l'aviatore italiano, e il Corriere della Sera dedicò ampio spazio alla notizia. Questo primo esperimento fu seguito molto rapidamente da diversi miglioramenti nelle tecniche di bombardamento, che portarono nel giro di tre mesi all'introduzione del primo sistema di innesco e sgancio automatico da una cassetta porta-bombe apposita. Il conflitto italo-turco fu probabilmente il primo esempio di applicazione bellica dell'aviazione, e fu un chiaro indizio delle sue potenzialità: anche molti stati maggiori esteri rimasero impressionati dai risultati degli italiani, e iniziarono a cercare di dotarsi a loro volta di mezzi aerei in grado di svolgere non solo compiti di ricognizione, ma anche di bombardamento.

### Prima della guerra

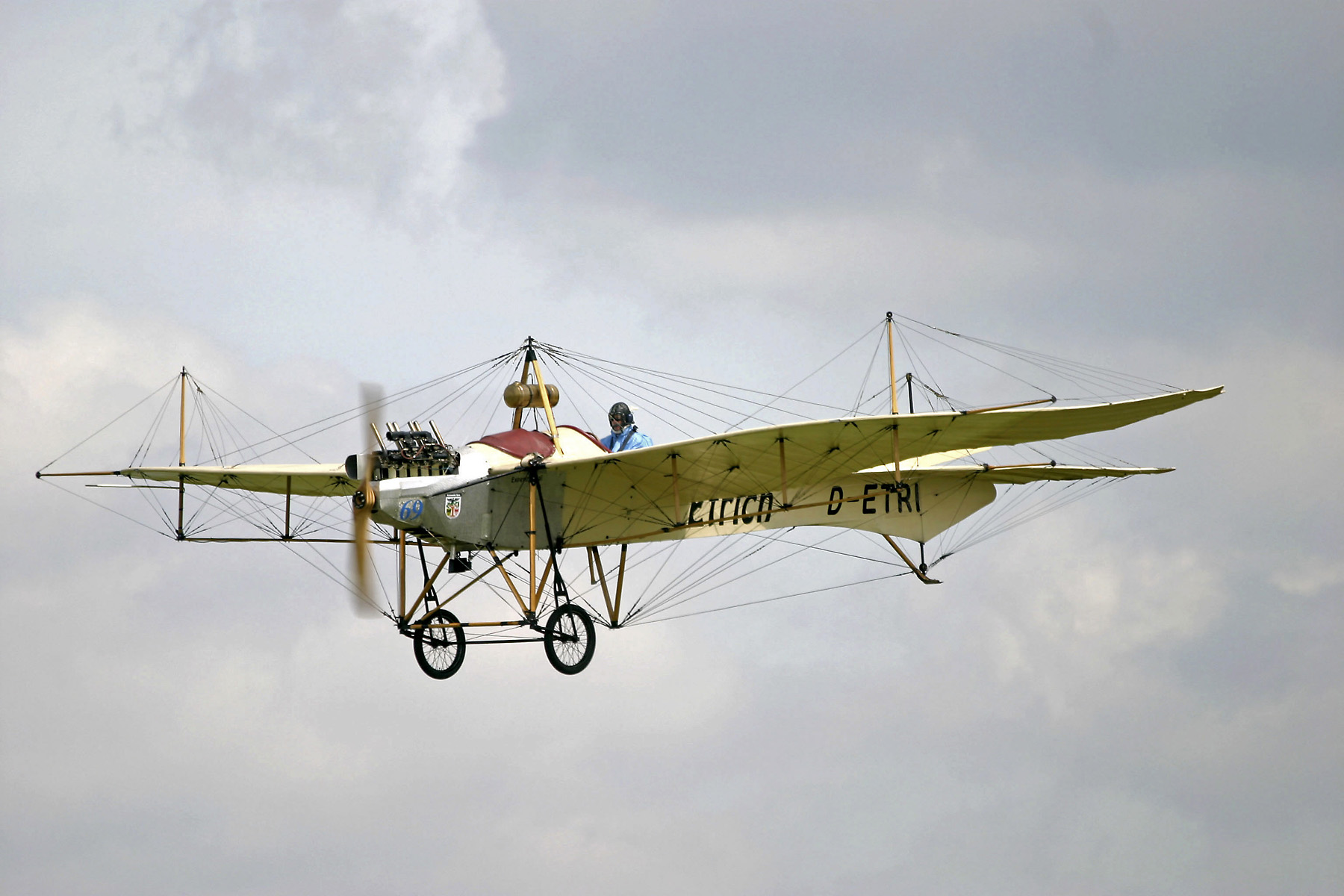
Un Etrich Taube in volo nel 2004.

Prima dello scoppio del conflitto, i Taube furono coinvolti nella nascita di diverse aviazioni europee, partecipando a molte competizioni sportive finalizzate a studiare le possibilità di impiego degli aeroplani. Nel 1912 un Taube aveva vinto la gara intitolata al principe Enrico di Prussia, che l'aveva istituita un anno prima: un circuito "di resistenza" la cui ultima edizione, nel 1914, aveva un tracciato di 2 400 chilometri. Nel maggio 1914, nel corso di un'esercitazione, compì 600 chilometri in condizioni atmosferiche avverse, e in luglio batté il record di quota superando i 6 000 metri. Nel 1912, in virtù di questi risultati, per ordine del Kaiser Guglielmo furono ordinati diversi Taube per affiancare i dirigibili Zeppelin nella creazione dell'aviazione dell'Impero tedesco.

### Prima guerra mondiale
Allo scoppio delle ostilità, il 28 luglio 1914, la Germania possedeva 246 velivoli, di cui circa la metà erano Taube dei vari modelli. Ma per allora l'aereo aveva cominciato ad accusare i segni dell'età, e rispetto ai nuovi modelli che stavano entrando in servizio allora si rivelò piuttosto obsoleto, in particolare a causa delle sue scarse doti di velocità. Ciononostante, per i primi mesi di guerra i Taube dovettero rimanere in prima linea, e comunque compirono azioni degne di nota: ad esempio, il 13 agosto 1914 fu un Rumpler Taube ad effettuare la prima missione di bombardamento su Parigi, e pochi giorni dopo Max Immelmann lanciò sulla capitale francese dei volantini di propaganda. L'impatto psicologico di tali raid conferì al Taube una fama forse superiore alle sue effettive caratteristiche.
Oltre a missioni di ricognizione e bombardamento, dalle quali fu ritirato appena si resero disponibili apparecchi più moderni (intorno ai primi mesi del 1915), il Taube continuò per gran parte del conflitto ad addestrare molti piloti tedeschi.
Alcuni Taube, uno appartenente all'esercito tedesco e due all'Impero giapponese, si fronteggiarono verso la fine del 1915 nel teatro del Pacifico, nel possedimento tedesco di Tsingtao, dove il primo tentò alcune azioni di bombardamento contro il naviglio nipponico, e fu poi costretto alla resa dai suoi omologhi giapponesi.

## Versioni
- Albatros Taube, Albatros Flugzeugwerke[7]
  - Albatros Taube seaplane, Albatros Flugzeugwerke, versione idrovolante a scarponi[8]
- Albatros Doppeltaube, versione biplana Albatros Flugzeugwerke
- Aviatik Taube
- DFW Taube, Deutsche Flugzeugwerke GmbH[9]
- DFW Stahltaube, anche noto come Stahltaube, con telaio in acciaio
- Etrich-Rumpler-Taube, nome originario Rumpler Taube
- Goedecker Taube[10]
- Gotha Taube, Gothaer Waggonfabrik[11]
- Hansa-Brandemburg Taube[12]
- Harlan Pfeil Taube[13]
- Halberstadt Taube[14]
- Halberstadt Taube III
- Jeannin Taube, anche noto come Jeannin Stahltaube, con telaio in acciaio
- LFG Roland Taube[15]
- Kondor Taube[16]
- Jatho Stahltaube[17]
- Luedemann Taube
- RFG Taube, Reise und Industrieflug GmbH (RFG)
- Rumpler-Taube, Edmund Rumpler, Luftfahrzeugbau[18]
- Rumpler 4C Taube, Edmund Rumpler, Luftfahrzeugbau[19]
- Rumpler Delfin-Taube, anche noto come Rumpler Kabinentaube "Delfin" o Rumpler Taube "Limousine", con cabina chiusa, prodotto dalla Edmund Rumpler, Luftfahrzeugbau[20]
- Westphal Taube,[21]

## Utilizzatori
Impero austro-ungarico
- k.u.k. Luftfahrtruppen

 Impero tedesco
- Luftstreitkräfte

 Impero ottomano
- Osmanlı tayyare bölükleri

 Impero giapponese
- Dai-Nippon Teikoku Rikugun Kōkū Hombu

 Italia
- Servizio Aeronautico del Regio Esercito